# Prosotropis decorata
Prosotropis decorata är en insektsart som beskrevs av Philip Reese Uhler 1895. Prosotropis decorata ingår i släktet Prosotropis och familjen Kinnaridae. Inga underarter finns listade i Catalogue of Life.